# Reddyanus justi
Espèce
Reddyanus justi est une espèce de scorpions de la famille des Buthidae.

## Distribution
Cette espèce est endémique de la province de Savannakhet au Laos. Elle se rencontre vers Phine.

## Description
Le mâle holotype mesure 47,00 mm et la femelle paratype 33,58 mm.

## Étymologie
Cette espèce est nommée en l'honneur de Pavel Just.

## Publication originale
- Kovařík, Lowe & Šťáhlavský, 2020 : « Reddyanus justi sp. n. from Laos (Scorpiones: Buthidae). » Euscorpius, no 321, p. 1-11 (texte intégral).